# Bitwa w Trzemesznie
Bitwa w Trzemesznie – starcie zbrojne w czasie trwania powstania wielkopolskiego do którego doszło 20 kwietnia 1848 w Trzemesznie, starcie zakończyło się wycofaniem wojsk pruskich.

## Geneza
W 1848 wybuchła Wiosna Ludów. W marcu 1848 doszło do rewolucji marcowej w Berlinie. Polacy postanowili wykorzystać sytuację i podjęto działania, aby Wielkie Księstwo Poznańskie uzyskało rozszerzenie autonomii. Początkowo ludność niemiecka sprzyjała dążeniom Polaków, co doprowadziło między innymi do uwolnienia skazanych w procesie berlińskim. Z czasem jednak sytuacja się zmieniała i Niemcy zaczęli zwracać się przeciwko Polakom. Ze strony władz pruskich chciano początkowo załagodzić rewolucyjne nastroje Polaków drogą pokojową. Wysłano w tym celu komisarza królewskiego generała Karla Wilhelma von Willisena, który miał drogą dyplomatyczną nie dopuścić do starć zbrojnych. Wskutek jego działań 11 kwietnia doszło do Ugody w Jarosławcu. Z ugody tej nie byli zadowoleni zarówno Polacy jak i Niemcy. Nastroje antypolskie narastały tak, że nawet 19 kwietnia wojsko pruskie nie wpuściło sprzyjającego Polakom Willisena do Poznania. Zniechęcony Willisen, któremu do tej pory drogą dyplomacji udawało się nie dopuścić do większych starć zbrojnych 19-20 kwietnia opuścił poznańskie. Zakończył tym samym swoją misję dyplomatyczną. Od tej pory nasiliły się incydenty zbrojne. Wojsko pruskie zaczęło działać coraz bardziej agresywnie i doszło do kilku bitew i potyczek z powstańcami wielkopolskimi. Polacy jednak początkowo łudzili się jeszcze, że swoje cele mogą uzyskać bez walki. Ostatecznie wskutek agresywnej postawy wojsk pruskich 28 kwietnia Polacy zdecydowali się na zerwanie układów.

## Bitwa
20 kwietnia przybyło wojsko pruskie do Trzemieszna dwoma kolumnami z Gniezna i Mogilna. Prusacy natarli na miasto, ale strzelcy Wargowskiego wstrzymywali ich ogniem przeszło godzinę, strzelając z zakrytych miejsc. Strzelcy polscy zaczęli się w końcu cofać. Przyszły im jednak posiłki w postaci kilkuset kosynierów z Witkowa. Posiłki te zmusiły wojsko pruskie do odwrotu. Brak jest dokładnych informacji o wielkości sił obydwu stron. Podawane są tylko straty. Polacy stracili w walce 14 zabitych i 30 rannych. Prusacy natomiast wycofując się zabrali ze sobą na 10 wozach swoich zabitych i rannych. Wśród zabitych był pruski oficer sztabowy.